# Cuttitta Cup
La Copa Cuttitta es un torneo de rugby disputado entre las selecciones de Escocia y la de Italia.
El torneo se disputará en todos los partidos a perpetuidad en los que se enfrenten los seleccionados de Escocia e Italia en el marco del Torneo de las Seis Naciones.

## Historia
El torneo es un homenaje a Massimo Cuttitta, exjugador y capitán de la selección italiana de rugby, incluidas en las participaciones en los mundiales de 1991 y 1995, además fue entrenador de scrum en la selección de Escocia entre 2009 y 2015, falleció en abril de 2021 a consecuencia del COVID-19.

## Encuentros
| 12 de marzo de 2022 | Italia | 22 - 33 | Escocia | Estadio Olímpico, Roma |  |

| 18 de marzo de 2023 | Escocia | 26 - 14 | Italia | Estadio Murrayfield, Edinburgo |  |

| 9 de marzo de 2024 | Italia | 31 - 29 | Escocia | Estadio Olímpico, Roma |  |

| 1 de febrero de 2025 | Escocia | 31 - 19 | Italia | Estadio Murrayfield, Edinburgo |  |

## Palmarés
| Escocia | 3 Trofeos |
| Italia  | 1 Trofeos |

Nota: El trofeo 2025 es el último torneo considerado